# I Macabeus
O Primeiro Livro dos Macabeus, também conhecido como I Macabeus, é um dos livros deuterocanônicos do Antigo Testamento da Bíblia católica. Possui 16 capítulos. Vem depois do livro de Ester e antes de II Macabeus.
Os dois livros dos Macabeus são assim denominados por causa do apelido do mais ilustre filho de Matatias, Judas chamado o Macabeu (I Mc 2,4) ("Martelo").
Tais livros não constam na Bíblia Hebraica e são considerados apócrifos pelos judeus e pelas igrejas protestantes. Na Igreja Católica Apostólica Romana,  Ortodoxa e Anglicana porém, foram incluídos nas listas dos sete livros deuterocanônicos.
Ambos os livros foram transmitidos em grego, mas o Primeiro Livro dos Macabeus teria sido originalmente escrito em hebraico por no início do século I AC, mas o original se perdeu. Tal datação tem como base as últimas linhas do livro (I Mc 16:23-24), que indicariam que o livro não foi escrito antes do final do reinado de João Hircano, mas provavelmente pouco depois de sua morte, por volta de 100 AC.
O tema geral dos dois livros é o mesmo: descrevem as lutas dos judeus, liderados por Matatias e seus filhos, contra os reis sírios (selêucidas) e seus aliados judeus, pela libertação religiosa e política da nação, opondo-se aos valores do helenismo.
O Primeiro Livro dos Macabeus ocupa-se de um período mais amplo da guerra de libertação do que o Segundo Livro dos Macabeus. Começa com a perseguição de Antíoco IV Epifânio (175 a.C.) e vai até a morte de Simão (134 a.C.), o último dos filhos de Matatias.
Depois de uma breve introdução sobre os governos de Alexandre Magno e seus sucessores (1,1-9), o autor passa a mostrar como Antíoco IV Epifânio tenta introduzir à força os costumes gregos na Judeia (1,10-63). Descreve a revolta de Matatias (2,1-70), cuja bandeira da libertação passa primeiro a Judas Macabeu (3,1-9,22), depois a seu irmão Jônatas (9,23-12,53) e por fim a Simão (13,1-16,24).
Graças a estes três líderes, a liberdade religiosa é recuperada, o país torna-se independente por um breve período e o povo torna a gozar de paz e tranqüilidade.
Embora não faça parte da Bíblia Hebraica, os dois livros são muito estimados dentro do judaísmo e de grande valor para a história dos israelitas, além de serem utilizados como fontes de consulta pelos teólogos protestantes, sendo considerado uma prova do cumprimento das profecias do livro de Daniel.
O livro identifica religião e patriotismo, descrevendo a revolta como verdadeira guerra santa, abençoada pelo próprio Deus, que não abandona os que lutam para ser fiéis a ele (2,61; 4,10). É um convite para encarnar a fé em ação política e revolucionária contra as tiranias. Ao invés de ser concebida como refúgio seguro fora do mundo, a fé se torna fermento libertador, que provoca transformações dentro da história e da sociedade. Sobretudo, mostra que um povo, por mais fraco que pareça, jamais deve se conformar diante da prepotência dos poderosos.